# Колониальные колледжи

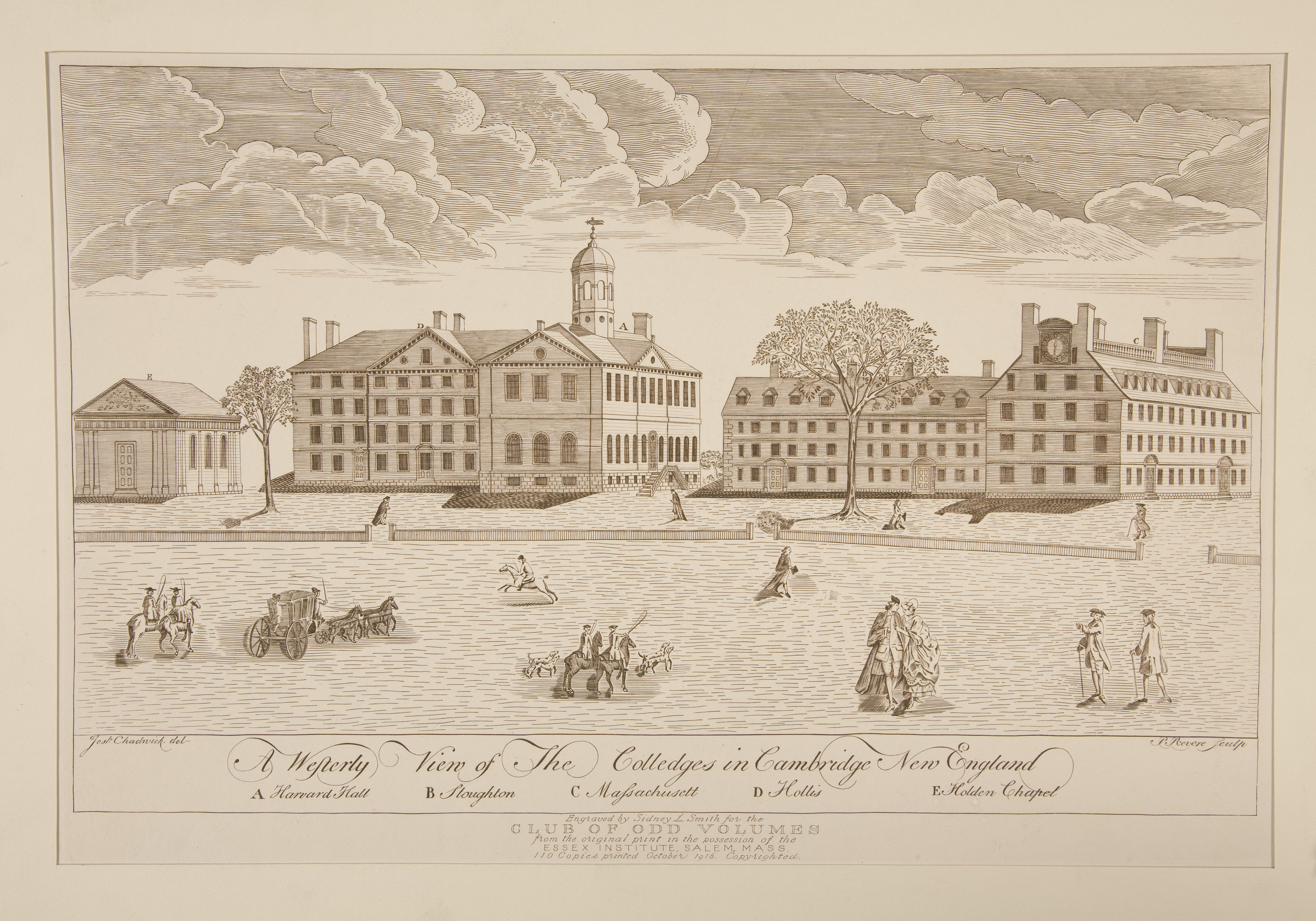
Гарвардский колледж на гравюре Пола Ревира, 1767 год

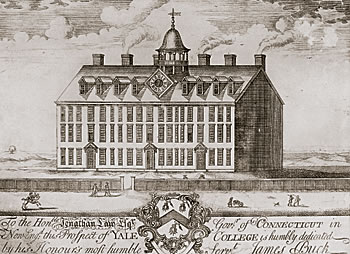
Здание Йельского университета, построенное в 1718 году.

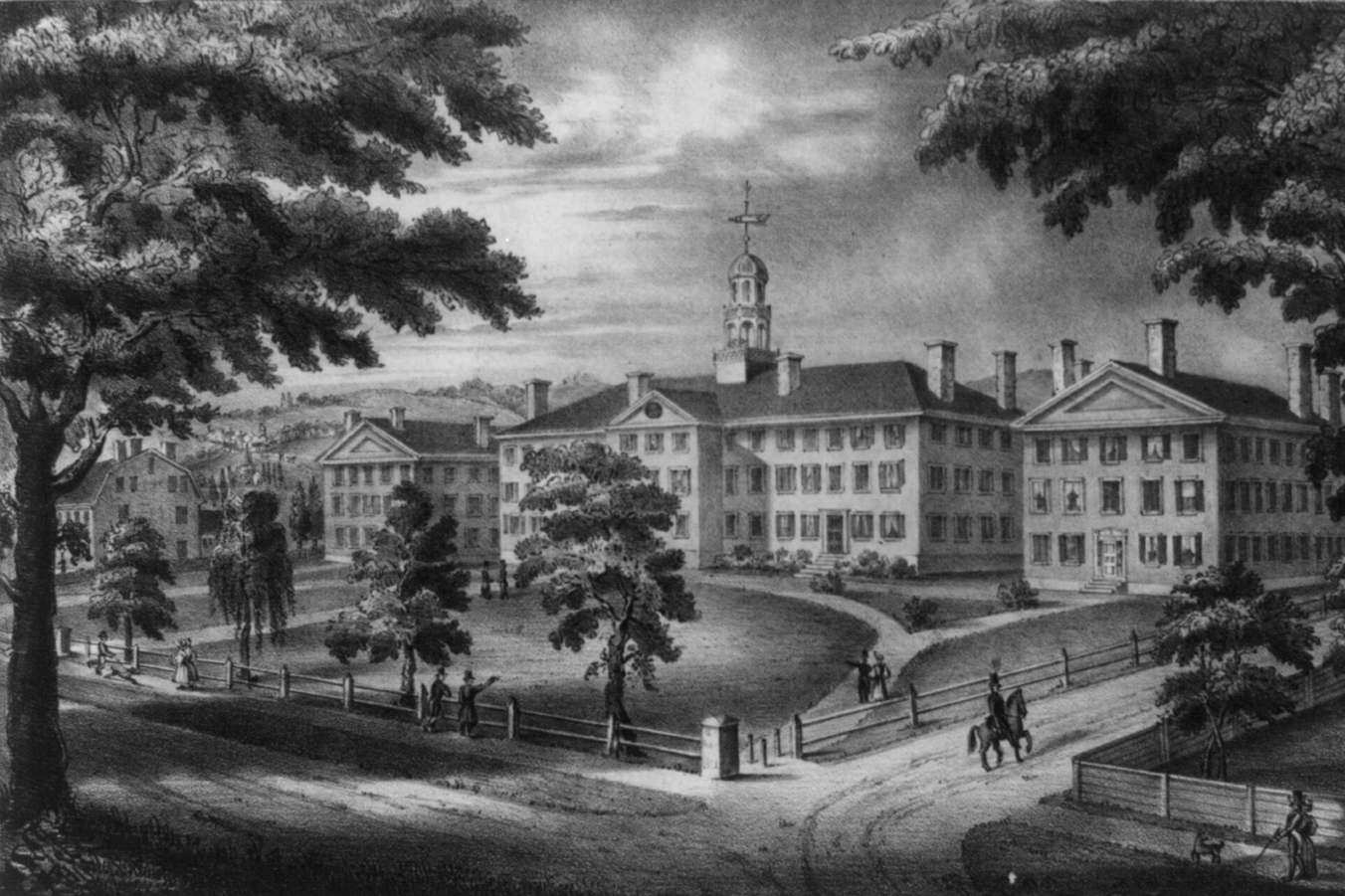
Дартмутский колледж на гравюре 1834 года.

Колониальные колледжи — девять высших учебных заведений США, основанные в колониальный период, до обретения Соединёнными штатами независимости.
Семь колониальных колледжей входят в состав Лиги плюща, сообщества наиболее престижных частных американских университетов, среди них: Гарвардский, Йельский, Пенсильванский, Принстонский, Колумбийский, Брауновский университеты и Дартмутский колледж (восьмой член лиги — Корнеллский университет, был основан в 1865 году).
Два колониальных колледжа не входят в «лигу плюща», так как в настоящее время являются общественными университетами, это — Колледж Уильяма и Мэри и Ратгерский университет (англ. Rutgers, The State University of New Jersey). Колледж Уильяма и Мэри был частным учебным заведением с 1693 года до Гражданской войны в США, после которой получил некоторую поддержку государства, а в 1906 году стал общественным. Ратгерский университет сменил свой статус после Второй мировой войны.
Таблица: колониальные колледжи США
| Колледж (в скобках указано современное название, если оно отличается) | Колония                        | Год основания | Влияние религии                    | Членство в «Лиге плюща» |
| --------------------------------------------------------------------- | ------------------------------ | ------------- | ---------------------------------- | ----------------------- |
| Новый колледж (Гарвардский университет)                               | Колония Массачусетского залива | 1636          | Пуритане                           | Да                      |
| Колледж Вильгельма и Марии                                            | Виргинская колония и доминион  | 1693          | Церковь Англии                     | Нет                     |
| Коллегиальная школа (Йельский университет)                            | Коннектикутская колония        | 1701          | Пуритане (Конгрегационалисты)      | Да                      |
| Филадельфийская академия (Пенсильванский университет)                 | Пенсильвания                   | 1740          | Церковь Англии                     | Да                      |
| Колледж Нью-Джерси (Принстонский университет)                         | Провинция Нью-Джерси           | 1746          | Пресвитерианство                   | Да                      |
| Королевский колледж (Колумбийский университет)                        | Провинция Нью-Йорк             | 1754          | Церковь Англии                     | Да                      |
| Род-Айлендский колледж (Брауновский университет)                      | Колония Род-Айленд и Провиденс | 1764          | Баптизм                            | Да                      |
| Королевский колледж (Ратгерский университет)                          | Провинция Нью-Джерси           | 1766          | Нидерландская реформатская церковь | Нет                     |
| Дартмутский колледж                                                   | Провинция Нью-Гэмпшир          | 1769          | Пуритане (Конгрегационалисты)      | Да                      |